# Futebol Clube Pantanal
O Futebol Clube Pantanal SAF é um clube esportivo brasileiro sediado na cidade de Campo Grande, no estado de Mato Grosso do Sul. Foi fundada em 1972, como um clube amador com o nome de Associação Atlética Portuguesa.
Em 2023, o clube conquistou seu primeiro acesso à primeira divisão estadual na história, após vencer o Náutico-MS pelo placar de 2–1 no primeiro jogo das semifinais, durante sua disputa na segunda divisão de 2023. Posteriormente, sagrou-se campeão da competição após vencer o Corumbaense na final pelo placar de 3–0.

## História
A agremiação foi fundada como um clube amador em 1972, por Arnaldo Domingues Fernandes, descendente de portugueses e torcedor fanático da Portuguesa, junto de um grupo de amigos. Em janeiro de 2004, a equipe se profissionalizou e no mesmo ano participou da segunda divisão estadual, disputando initerruptamente até 2010, onde em 2011, se licenciou das atividades, retornando em 2012. Nos anos de 2012–13, disputou a competição no Grupo B, sendo eliminado na fase de grupos em ambas edições, licenciando-se novamente das competições profissionais até 2023.
Em 28 de março de 2023, o clube oficializou sua parceria com a UEFA-MS, para reativar as equipes masculinas e femininas profissionais, além das categorias de base, com a ideia de "resgatar a paixão do torcedor por um time local e, para isso, apostar em talentos locais". Em sua estreia na competição, contra o São Gabriel fora de casa, venceu pelo placar de 3–1. No final da primeira fase, terminou na liderança com 4 vitórias, 1 empate e derrota, conquistando 13 pontos, destacando a goleada sob o Misto pelo placar de 8–1. Nas semifinais, venceu o Náutico-MS nos pênaltis por 6–5, após um empate pelo placar de 2–2 no agregado. Na final, em jogo único, sagrou-se campeão após vencer o Corumbaense pelo placar de 3–0.
Em 11 de novembro de 2024, o clube a anunciou sua transformação em Sociedade Anônima do Futebol (SAF), tornando-se o primeiro clube de Mato Grosso do Sul a adotar esse modelo de gestão. Com a mudança, o clube passa a se chamar Futebol Clube Pantanal SAF, com o objetivo de se destacar no cenário nacional e atrair investimentos privados. Em coletiva, o presidente Gilmar Ribeiro enfatizou a importância de planejamento e desenvolvimento para reestruturar o futebol local. O técnico Glauber Caldas, responsável por levar o clube às semifinais do Campeonato Estadual Série A de 2024, planeja novas conquistas para 2025. O FC Pantanal também prevê a criação de polos de desenvolvimento social no interior do estado.
Com a transição para o modelo de Sociedade Anônima do Futebol (SAF), o clube passou por um processo completo de rebranding. A nova identidade visual foi desenvolvida pelo designer brasileiro Diogo Palilo, especializado em marcas esportivas e institucionais. O escudo do Futebol Clube Pantanal apresenta um desenho geométrico minimalista, que utiliza elementos inspirados na bandeira do estado de Mato Grosso do Sul. As cores e cortes foram pensados para transmitir modernidade, pertencimento e conexão com o bioma Pantanal — incluindo a presença do jacaré, símbolo da equipe, incorporado de maneira estratégica nas listras do uniforme. O projeto foi amplamente divulgado pela imprensa nacional, com destaque em portais como GE.globo.com, e marca o início de uma nova fase para o clube.

## Títulos
| ESTADUAIS | ESTADUAIS                                  | ESTADUAIS | ESTADUAIS  |
|           | Competição                                 | Títulos   | Temporadas |
| --------- | ------------------------------------------ | --------- | ---------- |
|           | Campeonato Sul-Mato-Grossense - 2ª Divisão | 1         | 2023       |